# Championnat du Koweït de football 2005
Navigation
Saison précédente Saison suivante
La saison 2005 du Championnat du Koweït de football est la quarante-troisième édition du championnat de première division au Koweït. La Premier League regroupe les quatorze meilleurs clubs du pays, regroupés au sein d'une poule unique où ils s'affrontent une seule fois au cours de la saison. À l'issue de cette première phase, les quatre premiers disputent la poule pour le titre, les clubs classés entre la 5e et la 8e place jouent une poule de classement. Il n'y a ni promotion, ni relégation en fin de saison.
C'est le Qadsia Sporting Club, double tenant du titre, qui remporte à nouveau le championnat après avoir terminé en tête de la poule finale, avec un seul point d'avance sur Al Kuwait Kaifan et trois sur Al Arabi Koweït. C'est le 11e titre de champion du Koweït de l'histoire du club.

## Les clubs participants
| - Al Arabi Koweït - Al-Salmiya SC - Kazma Sporting Club - Al Nasr Koweït - Solaybeekhat - Al Tadamon Farwaniya - Al Jahra | - Al Shabab Koweït - Al Sahel - Al Kuwait Kaifan - Qadsia Sporting Club - Al Yarmouk - Al Fehayheel - Khitan FC |

## Compétition

### Première phase
Le barème utilisé pour établir le classement est le suivant :
- Victoire : 3 points
- Match nul : 1 point
- Défaite : 0 point

| Rang | Équipe                 | Pts | J  | G  | N | P  | Bp | Bc | Diff |
| ---- | ---------------------- | --- | -- | -- | - | -- | -- | -- | ---- |
| 1    | Qadsia Sporting Club T | 31  | 13 | 10 | 1 | 2  | 33 | 10 | +23  |
| 2    | Al Kuwait Kaifan       | 27  | 13 | 8  | 3 | 2  | 27 | 12 | +15  |
| 3    | Al Yarmouk             | 25  | 13 | 8  | 1 | 4  | 28 | 16 | +12  |
| 4    | Al Arabi Koweït        | 24  | 13 | 7  | 3 | 3  | 23 | 13 | +10  |
| 5    | Al Sahel               | 24  | 13 | 7  | 3 | 3  | 22 | 17 | +5   |
| 6    | Kazma Sporting Club    | 23  | 13 | 7  | 2 | 4  | 19 | 9  | +10  |
| 7    | Al Nasr Koweït         | 21  | 13 | 7  | 0 | 6  | 14 | 16 | -2   |
| 8    | Al-Salmiya SC          | 16  | 13 | 4  | 4 | 5  | 17 | 13 | +4   |
| 9    | Al Fehayheel           | 15  | 13 | 4  | 3 | 6  | 20 | 29 | -9   |
| 10   | Al Tadamon Farwaniya   | 14  | 13 | 4  | 2 | 7  | 21 | 34 | -13  |
| 11   | Solaybeekhat           | 13  | 13 | 4  | 1 | 8  | 14 | 22 | -8   |
| 12   | Al Jahra               | 13  | 13 | 3  | 4 | 6  | 11 | 21 | -10  |
| 13   | Khitan FC              | 11  | 13 | 3  | 2 | 8  | 16 | 28 | -12  |
| 14   | Al-Shabab Koweït       | 1   | 13 | 0  | 1 | 12 | 9  | 34 | -25  |

|  | Qualification pour la poule finale pour le titre        |
|  | Participation à la poule de classement                  |
|  | T : Tenant du titre C : Vainqueur de la Coupe du Koweït |

### Poule pour le titre
| Rang | Équipe                    | Pts | J | G | N | P | Bp | Bc | Diff |
| ---- | ------------------------- | --- | - | - | - | - | -- | -- | ---- |
| 1    | Qadsia Sporting Club T +3 | 9   | 3 | 2 | 0 | 1 | 6  | 4  | +2   |
| 2    | Al Kuwait Kaifan +2       | 8   | 3 | 2 | 0 | 1 | 10 | 4  | +6   |
| 3    | Al Arabi Koweït C         | 6   | 3 | 2 | 0 | 1 | 6  | 3  | +3   |
| 4    | Al Yarmouk +1             | 1   | 3 | 0 | 0 | 3 | 2  | 13 | -11  |

|  | Qualification pour la Ligue des champions de l'AFC 2006 |
|  | T : Tenant du titre C : Vainqueur de la Coupe du Koweït |

### Poule de classement
| Rang | Équipe                 | Pts | J | G | N | P | Bp | Bc | Diff |
| ---- | ---------------------- | --- | - | - | - | - | -- | -- | ---- |
| 5    | Al-Salmiya SC          | 9   | 3 | 3 | 0 | 0 | 9  | 1  | +8   |
| 6    | Kazma Sporting Club +2 | 6   | 3 | 1 | 1 | 1 | 1  | 4  | -3   |
| 7    | Al Nasr Koweït +1      | 5   | 3 | 1 | 1 | 1 | 3  | 4  | -1   |
| 8    | Al Sahel +3            | 3   | 3 | 0 | 0 | 3 | 1  | 5  | -4   |

## Bilan de la saison
| Championnat du Koweït de football 2005 |                                  |
| Champion                               | Qadsia Sporting Club (11e titre) |
| Coupes et trophées                     |                                  |
| Vainqueur de la Coupe du Koweït 2005   | Al Arabi Koweït                  |
| Qualifications continentales           |                                  |
| Ligue des champions de l'AFC 2006      | Qadsia Sporting Club             |
| Ligue des champions de l'AFC 2006      | Al Arabi Koweït                  |
| Promotions et relégations              |                                  |
| Promus en Premier League               | Aucun                            |
| Relégués en First Division             | Aucun                            |